# رواية رويس عن يعقوب الحضرمي
رويس عن يعقوب الحضرمي إحدى روايات القرآن الكريم رواها أبو عبد الله محمد بن المتوكل اللؤلؤي البصري ولقبه رويس (ت: 238 هـ)، عن أبي محمد يعقوب بن إسحاق بن يزيد بن عبد الله بن أبي إسحاق الحضرمي (ت: 205 هـ) وتشترك مع رواية روح عن يعقوب الحضرمي في أنهما مرويتان عن يعقوب الحضرمي.

## يعقوب الحضرمي
هو أبو محمد يعقوب بن إسحاق بن يزيد بن عبد الله بن أبي إسحاق الحضرمي البصري ، له كتاب سماه الجامع جمع فيه عامة اختلاف وجوه القراءات ونسب كل حرف إلى من قرأ به ، وكتاب وقف التمام ، أخذ القراءة عرضا على أبي المنذر سلام بن سليمان الطويل المزني وعن شهاب وأبي يحيى وأبي الأشهب جعفر بن حيان العطاردي ومهدي بن ميمون وقيل أنه قرأ على أبي عمرو نفسه ، وسمع الحروف من حمزة والكسائي وقرأ سلام على عاصم الكوفي وعلى أبي عمر وقرأ شهاب على هارون بن موسى الأعور النحوي وعلى المصلى بن عيسى وقرأ هارون على عاصم الجحدري وأبي عمرو بسندها وقرأ مهدي على شعيب وقرأ أبو الأشهب على أبي رجاء عمران بن ملجان العطاردي وقرأ أبو رجاء على أبو موسى الأشعري ، وقرأ أبو موسى على رسول الله صلى الله عليه وسلم. 
وكان يعقوب أعلم الناس في زمانه بـ القراءات والعربية والرواية وكلام العرب والفقه وانتهت إليه رئاسة الإقراء بعد أبي عمرو وكان إمام جامع البصرة سنين ، قال أبو حاتم السجستاني : هو أعلم من رأيت بالحروف واختلاف القراءات ومذاهبها وعللها ومذاهب النحاة وهو أروى الناس لحروف القرآن وحديث الفقهاء ، وقال الحافظ أبو عمرو الداني : وائتم بيعقوب في اختياره عامة البصريين بعد أبي عمرو فهم أو أكثرهم على مذهبه ، وقال الداني : وسمعت طاهر بن غلبون يقول إمام الجامع بالبصرة لا يقرأ إلا بقراءة يعقوب ، وروى الداني عن شيخه الخاقاني عن محمد بن محمد بن عبد الله الأصبهاني أنه قال : وعلى قراءة يعقوب إلى هذا الوقت أئمة المسجد الجامع بالبصرة ، وكذلك أدركناهم ، توفي سنة 205 هـ وله ثمان وثمانون سنة.

## رويس
هو أبو عبد الله محمد بن المتوكل اللؤلؤي البصري ولقبه رويس ، أخذ القراءة عن يعقوب الحضرمي وهو من أحدق أصحابه ، قال الزهري : سألت أبا حاتم عن رويس هل قرأ على يعقوب قال : نعم قرأ معنا وختم عليه ختمتان وهو مقرئ حاذق وإمام في القراءة ماهر ومشهور بالضبط والإتقان ، روى عنه القراءة كثيرون منهم محمد بن هارون التمار وأبو عبد الله بن الزبير وكثير ، توفي بالبصرة سنة 238 هـ .

## منهج يعقوب في القراءة
ليعقوب الحضرمي منهج في القراءة اختلف فيها عن بقية القراءات العشر ، ولقراءات رويس وروح عن يعقوب الحضرمي بعض الاختلافات منها 
- له ما بين كل سورتين ما لأبي عمرو من الأوجه .
- يقرأ من رواية رويس لفظ ( الصراط ) كيف وقع في القرآن معرفاً أو منكرا بالسين .
- يقرأ بقصر المد المنفصل وتوسط المد المتصل بقدر أربع حركات .
- يقرأ من رواية رويس بتسهيل ثاني الهمزتين من كلمتين المتفقتين في الحركة ، أما المختلفتان فيها فيقرأ بتغيير ثانيتهما كما يقرأ أبو عمرو .
- يقرأ من رواية رويس بتسهيل ثاني الهمزتين من كلمة من غير إدخال .
- يقرأ من رواية رويس باختلاس هاء الكناية أي بالنطق بالهاء مكسورة كسرا كاملا من غير إشباع في لفظ ( بيده ) حيث وقع .
- يقرأ بالإدغام كالسوسي في بعض الحروف المتماثلة نحو ( والصاحب بالجنب ) ( لا قبل لهم بها ) ( أتمدونن بمال ) .
- يقرأ بضم هاء كل ضمير جمع مذكر إذا وقعت بعد الياء الساكنة نحو فيهم عليهم وبضم كل هاء ضمير جمع مؤنث إذا وقعت بعد الياء الساكنة نحو عليهن فيهن ، وبضم كل هاء ضمير مثنى إذا وقت بعد الياء الساكنة نحو فيهما ، ويقرأ من رواية رويس بضم هاء ضمير الجمع إذا وقعت بعد ياء ساكنة ولكن حذفت الياء لعارض جزم أو بناء نحو أولم يكفهم ( فاستفتهم ) .
- يقف على هذه الألفاظ بهاء السكت ( فيم ، عم ، مم ، لم ، بم ، وهو ، وهي ، عليهن ، لدى ، إلى ، ياأسفي ، ياحسرتي ، ثم ) .
- يسكن بعض ياءات الإضافة ويفتح بعضها .
- يثبت الياءات الزائدة في رؤوس الآي وصلا ووقفا نحو ( تفضحون - تستعجلون )  كما يثبت غيرها مما لم يكن في رؤوس الآي .
- يقرأ ( إن القوة لِلَّه جميعا ) ( وإِن اللَّهَ شديد العذاب ) بكسر همزة إن في الموضعين .
- يقرأ ( يرفع درجات من يشاء ) بالياء في يرفع ويشاء في موضع النون فيهما .
- يقرأ ( فيسبوا اللَّهَ عدوا ) في الأنعام بضم العين والدال وتشديد الواو المفتوحة .
- يقرأ ( من قبل أن يقضى إِليك وحيه ) بالنون المفتوحة في موضع الياء المضمومة مع كسر الضاد ونصب الياء في نقضي ونصب الياء في وحيه .
- يقرأ ( وكلمة اللَّه هي العليا ) في التوبة بنصب التاء .

## أنظر أيضًا
- رواية حفص عن عاصم.
- رواية شعبة عن عاصم.
- رواية قالون عن نافع.
- رواية ورش عن نافع.
- رواية قنبل عن ابن كثير.
- رواية البزي عن ابن كثير.
- رواية الدوري عن أبي عمرو.
- رواية السوسي عن أبي عمرو.
- رواية هشام عن أبن عامر.
- رواية ابن ذكوان عن أبن عامر.
- رواية خلف عن حمزة.
- رواية خلاد عن حمزة.
- رواية الدوري عن الكسائي.
- رواية أبي الحارث عن الكسائي.
- رواية ابن وردان عن ابي جعفر.
- رواية ابن جماز عن ابي جعفر.
- رواية روح عن يعقوب.
- رواية اسحاق عن خلف.
- رواية ادريس عن خلف.

االقراء السبعة هم:
- عبد الله بن كثير الداري المكي
- عبد الله بن عامر اليحصبي الشامي
- عاصم بن أبي النَّجود الأسدي الكوفي
- أبو عمرو بن العلاء البصري
- حمزة بن حبيب الزيات الكوفي
- نافع بن عبد الرحمن بن أبي نعيم المدني
- أبو الحسن علي بن حمزة الكسائي النحوي الكوفي

تمام القراء العشرة:
- خلف بن هشام
- يعقوب الحضرمي
- أبو جعفر المدني